# 第一印象

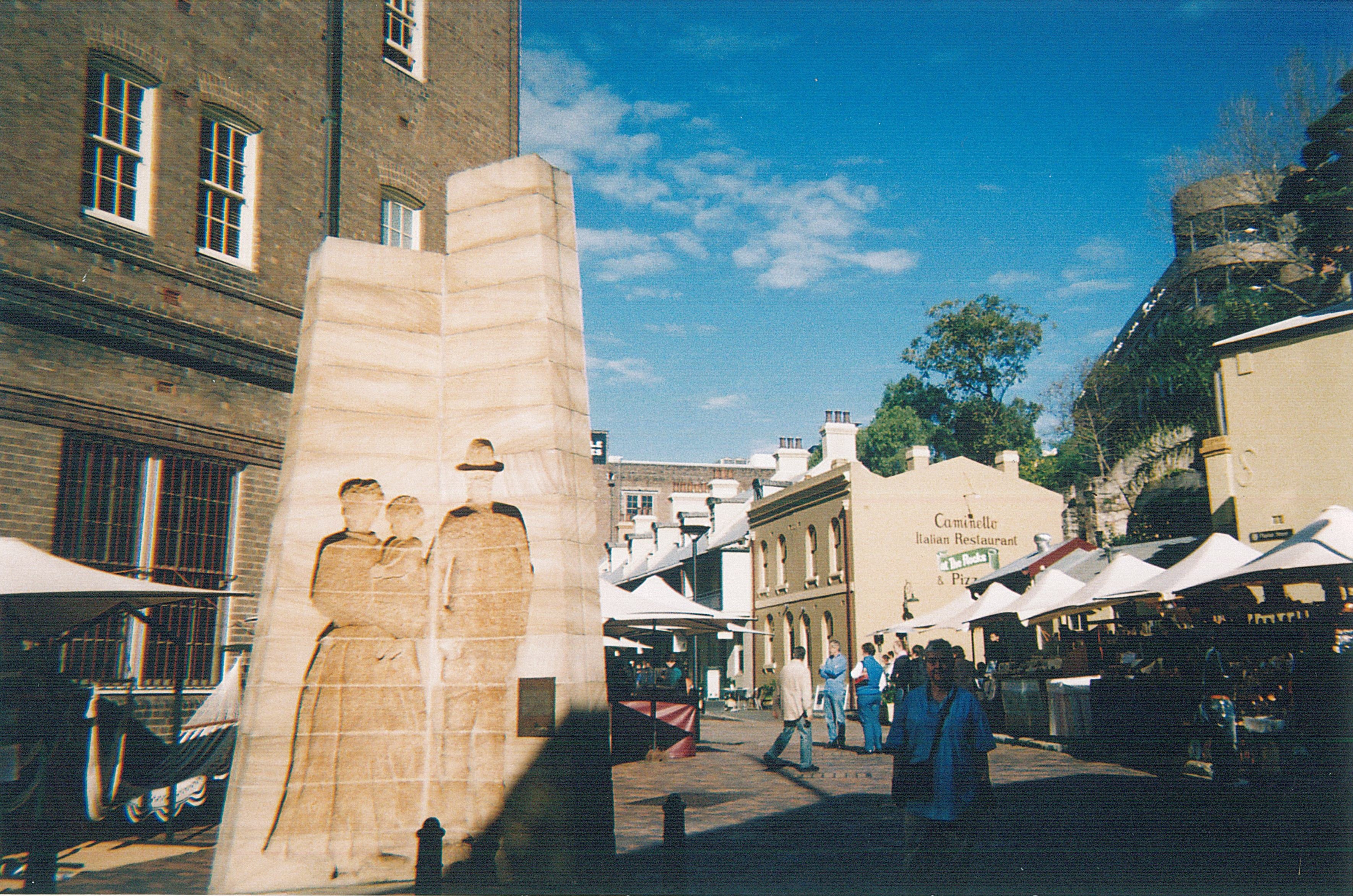
這是澳大利亞悉尼岩石區的第一印象雕塑，拍攝於 2006 年 7 月

在心理学中，第一印象是指一个人第一次遇到另一个人時對另一個人產生的心像。  一個人在初次見面時給他人心目中的留下的心象取決於他的年龄、人種、文化、語言、社會性別、人类外貌、口音、姿势、人聲、经济状况等多方面因素      日後他人对待自己的態度和看待自己的眼光往往取決於自己留給他人的第一印象。 